# Josep Oliu
Josep Oliu Creus (Sabadell, 25 de abril de 1949) es un banquero español, actual presidente de Banco Sabadell.

## Biografía
Licenciado en Ciencias Económicas por la Universidad de Barcelona en el año 1971 y Doctor en Economía por la Universidad de Minnesota. en el año 1978. También es catedrático en excedencia de Teoría Económica de la Universidad de Oviedo.

## Carrera académica
Fue profesor asociado en Economía y Econometría en la Universidad Autónoma de Barcelona entre los años 1978 y 1982 y asesor del Banco Mundial, del Ministerio de Economía y del Gobierno de la Generalidad de Cataluña entre los años 1982 y 1983. Como Catedrático numerario de Teoría Económica, impartió clases en la Universidad de Oviedo. entre los años 1981 y 1983.

## Trayectoria profesional
Fue director de Estudios y Estrategia del Instituto Nacional de Industria (INI) en el año 1983 y director general de Planificación del INI entre los años 1984 y 1986.
En 1986 se incorpora a Banco Sabadell como secretario general técnico y en 1991 fue nombrado consejero director general, sustituyendo a su padre Joan Oliu i Pich. En el año 1999 asumió la presidencia de Banco Sabadell. 
En 2002 es distinguido como colegiado de mérito por el Collegi d'Economistes de Catalunya. 
En 2007 es nombrado presidente de la Fundación de Estudios de Economía Aplicada (FEDEA).
En 2018 es galardonado en Nueva York con el premio al empresario del año por la Cámara de Comercio España-Estados Unidos.
En marzo de 2019 Josep Oliu es reelegido presidente de Banco Sabadell en la Junta de Accionistas del banco celebrada en Alicante.
En febrero de 2020 Oliu explicó en el Parlamento de Cataluña que el traslado de la sede social de Banco Sabadell, que se produjo en octubre de 2017, se había llevado a cabo por motivo técnicos y no políticos.
Su remuneración para el año 2021 asciende a casi 10 millones de euros.

## Cargos actuales
- Presidente ejecutivo de Banco Sabadell desde 1999[9]
- Presidente del Consejo Asesor de Exea Empresarial
- Consejero representante de Exea Empresarial en Puig, S.L.
- Presidente de FEDEA (Fundación de Estudios de Economía Aplicada)

Además, Josep Oliu es Vicepresidente del Círculo de Economía, miembro del Patronato de la Fundación Princesa de Asturias y de la Fundación Princesa de Girona y del Consejo español del Instituto europeo de administración de negocios (INSEAD).